# Igor Shesterkin
Igor Shesterkin (Moscú, Rusia, 30 de diciembre de 1995), apodado Shesty, The Prince o The Czar, es un jugador profesional ruso de hockey sobre hielo que se desempeña en la posición de guardameta en New York Rangers, equipo de la National Hockey League (NHL).

## Carrera
Fue seleccionado en la cuarta ronda en la NHL Entry Draft de 2014. En 2019 hizo su debut profesional con el equipo New York Rangers, donde lleva jugando cinco temporadas.